# Morrosaurus
Morrosaurus antarcticus
Genre
Espèce
Morrosaurus est un  genre éteint de dinosaures ornithischiens du groupe des iguanodontes présent au Crétacé supérieur dans l'Antarctique.
La seule espèce connue est Morrosaurus antarcticus, dont l'holotype provient de l'île James-Ross, déjà connue pour la découvertes d'autres restes de dinosaures, dont ceux du genre Trinisaura.

## Systématique
Le genre Morrosaurus et l'espèce Morrosaurus antarcticus ont été décrits en 2016 par Sebastián Rozadilla (d), Federico L. Agnolín (d), Fernando Novas, Alexis M. Aranciaga Rolando (d), Matías Javier Motta (d), Juan Manuel Lirio (d) et Marcelo Pablo Isasi (d).

## Publication originale
- (en) Sebastián Rozadilla, Federico L. Agnolin, Fernando E. Novas, Alexis M. Aranciaga Rolando, Matías J. Motta, Juan M. Lirio et Marcelo Pablo Isasi, « A new ornithopod (Dinosauria, Ornithischia) from the Upper Cretaceous of Antarctica and its palaeobiogeographical implications », Cretaceous Research, Elsevier, vol. 57,‎ janvier 2016, p. 311-324 (ISSN 0195-6671 et 1095-998X, OCLC 36935308, DOI 10.1016/J.CRETRES.2015.09.009).